# Pleospora sparganii
Pleospora sparganii är en svampart som beskrevs av Cooke 1890. Pleospora sparganii ingår i släktet Pleospora och familjen Pleosporaceae.   Inga underarter finns listade i Catalogue of Life.